# ラス・クン
ラス・ジョゼフ・クン（英: Russ Joseph Kun、1975年9月8日 - ）は、ナウルの政治家。2013年から国会議員（ウベニデ選挙区選出）、2022年から2023年まで大統領を務めた。

## 経歴
政界入り以前は、商工環境省に勤務していた。2003年と2004年の総選挙で立会人を務めたほか、2005年に商工資源相の、2012年に内務相のそれぞれ代理を務める。2008年から2010年と2012年から2013年  の2度、国際連合教育科学文化機関 (UNESCO) ナウル国内委員会のメンバーとなった。
2013年の総選挙で、定数4のウベニデ選挙区から国会議員に初当選。2016年、2019年、2022年にも再選された。ライノル・エニミア政権では金融・港湾・観光・国内遺産・博物館担当の副大臣を務めた。
国際的なNGO団体である腐敗防止世界議員機構 (GOPAC) に所属しており、ナウル議会における倫理規定の向上に尽力した。
2022年の総選挙後の最初の議会で、無投票で大統領に選出され、9月29日に閣僚と宣誓を行った。大統領として、外務相と司法・国境管理相を兼務する。
2023年10月25日、議会に提出された不信任決議案が可決され解任が決定した。